# Step Ladder Blues
|  | Denne artikel er oprettet af botten PalnaBot ud fra en ekstern database. Den kan derfor have sproglige fejl eller mangler. Denne skabelon kan fjernes efter kontrol af indholdet. |

Step Ladder Blues er en film instrueret af Peter Land.

## Handling
Et af de genkommende temaer i samtidskunsten drejer sig om kunstnerens identitet og mulighed for med kunstværket at etablere en meningsfuld forståelsesramme om denne - i forhold til samfundet som helhed, og til kunstinstitutionen i særdeleshed. Peter Land har i de seneste år anvendt sig selv som hovedperson i videoarbejder, hvor han udspiller en allegorisk rolle som evigt fejlende kunstner. Bogstavelig talt som en kunstscenes entertainer, der til stadighed må se sine forsøg strande på banale uheld. »Step Ladder Blues« viser ham, med en meget direkte metafor, som håndværksmaleren, der ustandselig falder ned ad stigen til tonerne af Wagners "Tannhäuser Ouverture".